# Zevenbergen vasútállomás
Zevenbergen vasútállomás vasútállomás Hollandiában, Moerdijk községben, Zevenbergen településen.

## Vasútvonalak
Az állomást az alábbi vasútvonalak érintik:
- Antwerpen–Lage Zwaluwe-vasútvonal

## Kapcsolódó állomások
A vasútállomáshoz az alábbi állomások vannak a legközelebb:
- Lage Zwaluwe vasútállomás
- Oudenbosch vasútállomás